# Galbalcyrhynchus purusianus
Galbalcyrhynchus purusianus е вид птица от семейство Galbulidae.

## Разпространение
Видът е разпространен в Боливия, Бразилия и Перу.